# Террейн
Террейн (тектонотратіграфічний) — реально існуючий і обмежений розломами фрагмент або блок земної кори, часто регіонального масштабу, який характеризується властивою тільки йому геологічною історією, що відрізняється від такої суміжних террейнів (Saleeby, 1983).
Террейни поділяються на:
- аккреційні — з'явилися в складі континенту в результаті континентальної акреції на межі літосферних плит, що сходяться.
- дисперсійні — з'явилися при розколі плити на блоки, що відповідають визначенню террейн, і її збереженні як єдиного цілого.
- складові — якщо кілька террейнів з якогось моменту мають спільну історію.

За вік террейну приймається вік його останнього переміщення, коли в остаточному вигляді сформувалися його межі.
Деякі структури складаються з великої кількості блоків, розділених розломами як насувного, так і зсувного і скидного типів, причому кожен такий блок (террейн) характеризується специфічним літолого-стратиграфічним розрізом, структурою, геологічною історією і тектонічної природою (уламки мікроконтинентів, острівних дуг, вулканічних енсиматичних і енсіалічних, невулканічних, внутрішньо-океанських височин тощо. Їхнє сучасне становище є вторинним і їхнє переміщення може доходити до сотень і тисяч кілометрів.

## Ресурси Інтернету
- Terrane: a definition
- New techniques for modelling terranes in three dimensions
- West Antarctica terrane analysis
- Examples of accreted terrane in Idaho
- Alaskan Terranes